# Bizerte Nord
La delegació o mutamadiyya de Bizerte Nord o Bizerta Nord (àrab: معتمدية بنزرت الشمالية, muʿtamadiyyat Binzart ax-Xamāliyya) és una delegació o mutamadiyya de Tunísia a la governació de Bizerta, formada pels nuclis de la zona del Cap Blanc, al nord de la ciutat de Bizerta, principalment Chakroun i Marnisa. El cens del 2004 li dona 77.700 habitants.

## Administració
Com a delegació o mutamadiyya, duu el codi geogràfic 17 51 (ISO 3166-2:TN-12) i està dividida en tretze sectors o imades:
- Hassen Nouri (17 51 51)
- Habib Bouguatfa (17 51 52)
- El Korniche (17 51 53)
- La Medina (17 51 54)
- Cheik Driss (17 51 55)
- EL Canal (17 51 56)
- Bou Baker Bakir (17 51 57)
- Aïn Mariam (17 51 58)
- Habib Haddad (17 51 59)
- El Môtamar (17 51 60)
- El Hana (17 51 61)
- 15 Octobre (17 51 62)
- L'Ile de la Gualite (17 51 63)

A nivell de municipalitats o baladiyyes, forma part de la municipalitat de Bizerta (codi geogràfic 17 11), que s'estén pels tretze sectors d'aquesta delegació i pels catorze de les delegacions de Bizerta Sud i Zarzouna.